# Lyopsetta
Lyopsetta is een monotypisch geslacht van straalvinnige vissen uit de familie van schollen (Pleuronectidae).

## Soort
- Lyopsetta exilis (Jordan & Gilbert, 1880)